# Carlo Tonon
Carlo Tonon (* 25. März 1955 in San Vendemiano; † 17. Juni 1996 in Stabiuzzo) war ein italienischer Radrennfahrer.

## Sportliche Laufbahn
1977 sowie 1980 gewann Carlo Tonon das heimische Rennen GP Industria e Commercio, 1981 den GP di Poggiana. 1982 erhielt er beim Team Inoxpran-Pentole Posate seinen ersten Vertrag. Im selben Jahr startete er erstmals bei der Tour de France und wurde 116. in der Gesamtwertung. Im Jahr darauf belegte er beim Giro d’Italia Rang 134.
1984 startete Tonon zum zweiten Mal bei der Tour. Auf der 19. Etappe von La Plagne nach Morzine kollidierte er mit einem Zuschauer, er stürzte und erlitt einen Schädelbasisbruch. Anschließend lag er zwei Monate lang im Koma. Tonon blieb nach diesem Unfall schwerbehindert. 1996 beging er Suizid.
In Brugnera wird seit 2003 jährlich das Memorial Carlo Tonon e Denis Zanette ausgetragen, dass an Tonon sowie an den 2003 an einem Herzfehler verstorbenen Zanette erinnert.

## Teams
- 1982 Inoxpran Pentole Posate
- 1983 Inoxpran-Lumenflon
- 1984 Carrera-Inoxpran